# Ciao! Manhattan
 (mai 2025).
Si vous disposez d'ouvrages ou d'articles de référence ou si vous connaissez des sites web de qualité traitant du thème abordé ici, merci de compléter l'article en donnant les références utiles à sa vérifiabilité et en les liant à la section « Notes et références ».
Pour plus de détails, voir Fiche technique et Distribution.
Ciao! Manhattan est un film américain sorti en 1972 réalisé par John Palmer et David Weisman.

## Synopsis
Le film raconte le destin tragique d'Edie Sedgwick, star déchue de la Factory d'Andy Warhol. De retour chez sa mère en Californie, Susan/Edie s'installe dans la piscine aménagée et décorée de couvertures de journaux où elle apparaît et de photos de mode où elle ressasse ses années de gloire à New York dans le monde du pop art et de la folie régnant à la Factory à la fin des années 1960. Susan/Edie partage ses visions dues à la drogue et à l'alcool avec un jeune hippie paumé, Butch qui a pris Susan en stop lors de son pèlerinage en Californie.

## Fiche technique
- Titre : Ciao! Manhattan
- Réalisation : John Palmer et David Weisman
- Scénario : John Palmer et David Weisman, sur une idée originale de Genevieve Charbin Cerf et Chuck Wein, avec la collaboration de Robert Benard
- Musique : Gino Piserchio
- Photographie : John Palmer et Kjell Rostad
- Montage : Robert Farren
- Production : Robert Margouleff et David Weisman
- Société de production : Court Pictures, Maron Films et Sugarloaf Films
- Pays de production :  États-Unis
- Genre : Biopic, drame, romance et expérimental
- Durée : 84 minutes
- Dates de sortie : 
  - Pays-Bas : 19 juillet 1972 (Amsterdam)
  - États-Unis : 19 avril 1973 (New York)

## Distribution
- Edie Sedgwick : Susan
- Andy Warhol : lui-même
- Wesley Hayes : Butch
- Paul America : Paul
- Isabel Jewell : la mère
- Baby Jane Holzer : Carla
- Apparitions de Roger Vadim et Allen Ginsberg

## Analyse
Le projet initial était de tourner un film sur l'underground à destination du grand public des drive-in américains, avec pour actrice principale une jeune adolescente alors inconnue. Mais très vite la personnalité et le destin tragique d'Edie Sedgwick poussent les réalisateurs à faire de leur film une biographie qui révèle l'envers du décor de la Factory. Après les premières prises de vue à New York en 1967, le tournage coupa court car Paul America fut incarcéré et Edie Sedgwick échappa de justesse à l'incendie de son hôtel. L'équipe dut attendre plusieurs années pour poursuivre le tournage en Californie où ils retrouvèrent Edie Sedgwick à bout de forces physiques et mentales. Les réalisateurs emploient des techniques de tournage et de montage nouvelles grâce à l'emploi des flash-backs d'images réelles d'Edie Sedgwick, d'un scénario minimaliste, de vues de vidéo-surveillance et délires de l'actrice principale soulignés par des sons psychédéliques. Le film hésite souvent entre documentaire (scènes tournées dans les fêtes new-yorkaises) et fiction. Du fond de sa piscine aménagée, Susan/Edie cherche à décrocher de nouveaux contrats avec des magazines de mode, elle fait preuve d'une réelle énergie, à demi-nue devant la caméra pour jouer son propre désespoir. Quelques jours après la fin du tournage, Edie Sedgwick meurt d'une overdose de barbituriques, ce qui la rapproche encore de son personnage de Susan dont on apprend la mort grâce au titre d'un journal trouvé par Butch. Le film permit à l'héroïne de s'exprimer sur sa vie et critique le destin des stars jetables de Warhol qui couraient après leur quart d'heure de gloire, ainsi que de toute la génération des flower people dont les idéaux se révélèrent une inabordable chimère.